# 西田村 (福井県)
西田村（にしたむら）は福井県三方郡にあった村。現在の三方上中郡若狭町の北西部にあたる。

## 地理
- 海洋：若狭湾
- 湖沼：三方湖、水月湖（三方五湖）
- 島：鳥辺島、御神島

## 歴史
- 1907年（明治40年）8月1日 - 田井村及び西浦村が合併して、西田村が発足する。
- 1953年（昭和28年）4月1日 - 八村及び西田村が合併して、三方町が発足する。

## 交通

### 道路
- 国道162号

現在は旧村域を三方五湖レインボーラインが通過するが、当時は未開通。